# 風切羽〜かざきりば〜
『風切羽〜かざきりば〜』は、2013年6月22日公開の日本映画。監督は小澤雅人。
深刻な社会問題である児童虐待を題材に、家族から虐待されて心に深い傷を負った女子高生が、とある青年との出会いを通じて自分の居場所を見出す姿を描く。第14回全州国際映画祭インターナショナルコンペティション部門作品賞（ウソク賞）受賞作。
題名の「風切羽」は鳥が飛ぶ際に風を切る長くて強い羽毛で、ペットとして飼育する際に逃げないよう切除される。

## あらすじ
東京都江戸川区にある児童養護施設で暮らしているサヤコは高校3年生。施設はサヤコを含め6人の少女がいるグループホーム。他には同世代の少女4人と幼い女の子1人がおり、サヤコは進んで他の子の面倒を見ていた。ここでは18歳を迎えると施設から出て行かなければならない。

サヤコの将来の夢はダンサーで、ダンスの専門学校に通いたがっている。近所の店でバイトをしているが、入学金が払えないため、密かに売春をする事でまとまった金を貯める。そんな折、久しぶりにサヤコの父親が面会に訪れた。面会が終わり、サヤコと父親は一緒にドライブする事になったが、サヤコが缶コーヒーを買いに行った際に父親は車ごと姿をくらます。父親に貯金通帳を盗まれたサヤコは、路肩で呆然と佇む。
父親はサヤコが幼い頃に離婚し家を出ており、サヤコは母親と姉の3人暮らしになっていた。残された母親は、姉と手を組んでサヤコに激しい虐待を続け、これが原因で、サヤコは児童養護施設に預けられることになった。母親は男性遍歴を繰り返し、今に至る。
夜になり、サヤコは母親のいるアパートに辿りついたが、そこにはヤクザ風の男性が来ており、母親に「ここはあんたの家じゃないの」と突き放されてしまう。サヤコはヤクザ風の男性を恐れ、いったんアパートから離れる。
サヤコが夜道で途方に暮れていると、自転車に乗ったケンタという青年に知り合う。ケンタは道で出会う人に、誰彼構わず「僕の事、何か知りませんか？」と聞いて回っていた。ケンタも父親の虐待を受けて育ったらしく、自分の中にもう一人の自分を育ててきた。互いに似た者同士だとわかったケンタは、サヤコを家に送るため二人乗りをして夜の東京の街を走る。するとケンタを追っていたケンタの父親と遭遇し、取っ組み合いが始まってしまう。サヤコは道端に落ちていたシャベルをケンタの父親の背後から振り下ろし、ケンタも同様に、父親にとどめを刺した。
その後、サヤコは実家の玄関先で、幼い頃母親に追い出された時のように扉の前に立っていた。やがて母親は昔の時のように無言で娘を家に招き入れる。

## キャスト
サヤコ
演 - 秋月三佳（幼少：樋口舞）
高校3年生。激しい虐待が原因で、家族の元を離れて児童養護施設で生活している。
ケンタ
演　- 戸塚純貴（幼少：岸田瑛音）
自分探しの旅をする少年。
カズコ
演 - 五大路子
児童養護施設の職員。
川北
演 - 石田信之
印刷屋のおじさん。
ユカリ
演 - 川上麻衣子
サヤコの母。
マサカズ
演 - 重松収
サヤコの父。
サユリ
演 - 寺田有希
サヤコの姉。
ヤスオ
演 - 佐藤太
ケンタの父。

## スタッフ
- 監督・脚本・編集：小澤雅人
- エグゼグティブプロデューサー：大勝ミサ
- プロデューサー：近貞博
- アソシエイトプロデューサー：片岡稔、田中一男
- キャスティング：宮前寿美子
- 撮影監督：藍河兼一
- 録音：二階堂裕之
- 助監督：佐藤亮
- 制作：永尾啓太朗
- ヘアメイク：升水彩香
- スタイリスト：鶴田恵
- スチール：佐山幸弘
- 整音：北摂サウンドプロダクション
- 音楽：洞澤徹、The Bookmarcs
- 特別協力：ビデオサロン編集部（玄光社）
- 制作：サンブリリアント
- 制作協力・配給：アルケミーブラザーズ
- 製作・著作：「風切羽」製作委員会（サンブリリアント、アルケミーブラザーズ）

## 受賞歴
- 第14回全州国際映画祭 インターナショナルコンペティション部門 作品賞（ウソク賞）[1]

## 関連商品
DVD
- 風切羽〜かざきりば〜（2013年12月4日、TCエンタテインメント、TCED-1948）